# 我孫子道停留場
我孫子道停留場（日语：／ Abikomichi teiryūjō */?）是一個位於日本大阪府大阪市住吉區清水丘，屬於阪堺電氣軌道阪堺線的停留場。車站編號為HN15。

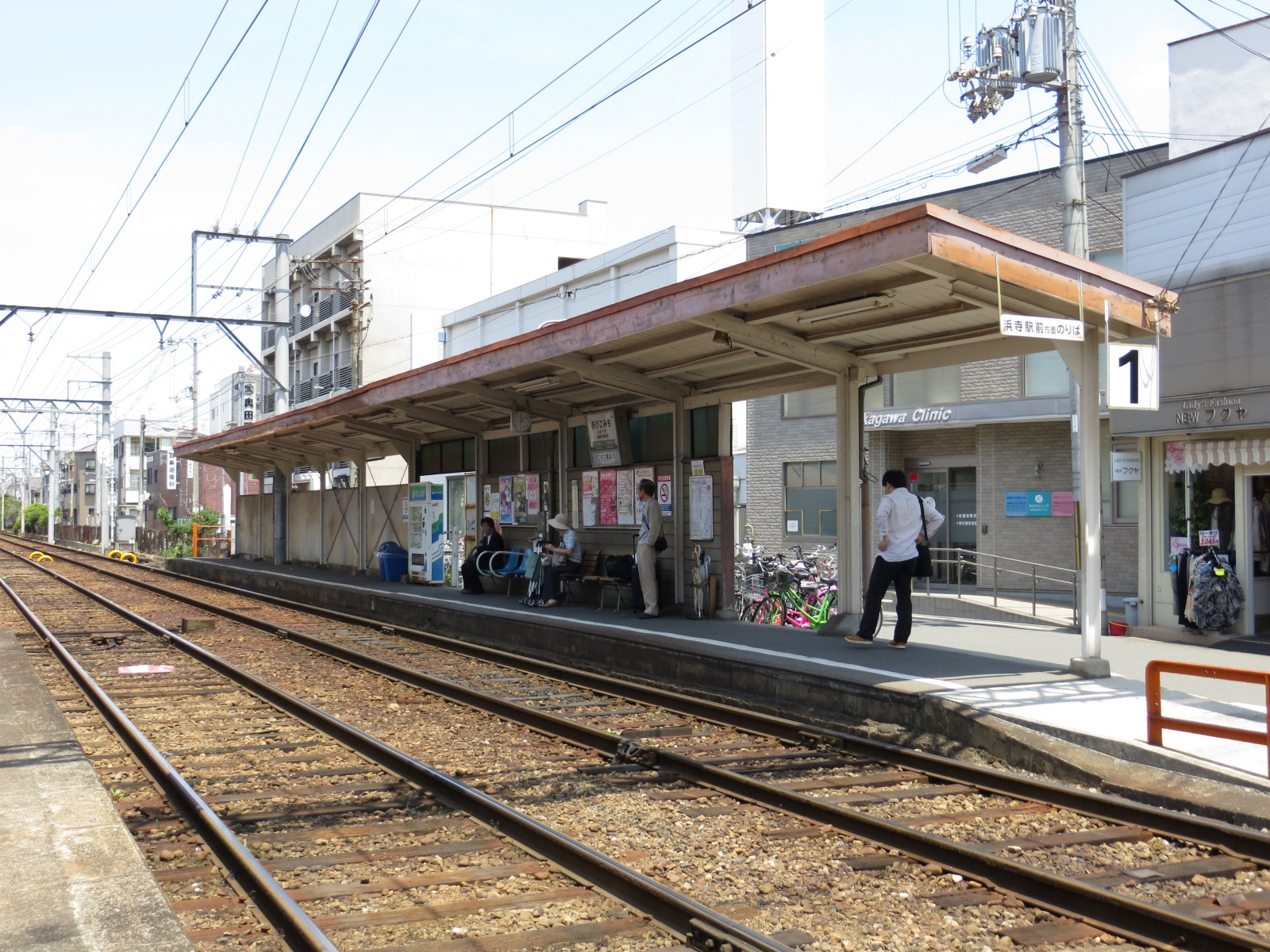
1號月台（2013年5月）

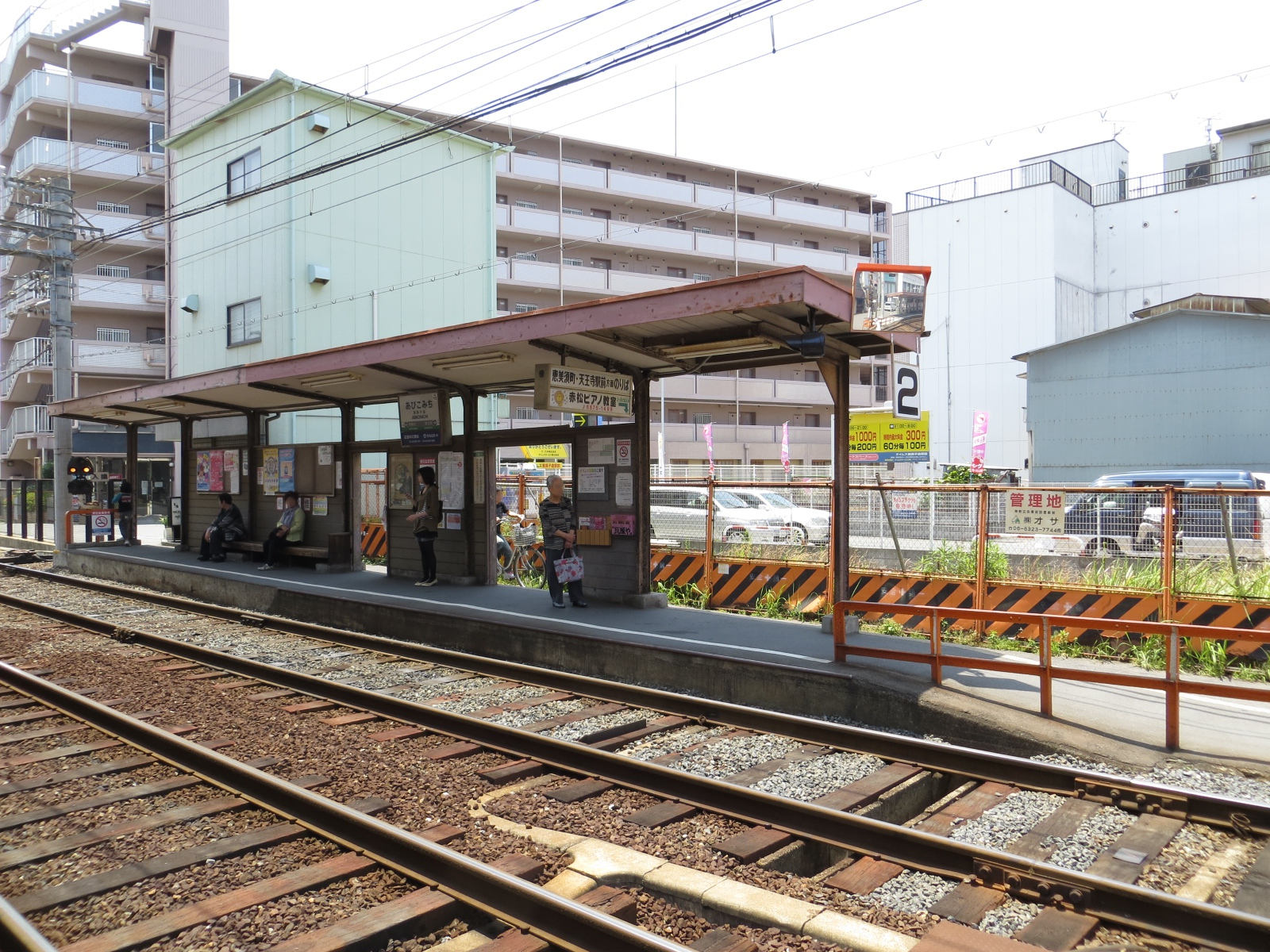
2號月台（2013年5月）

## 車站構造
對向式月台2面2線的地面車站。

## 相鄰停留場
阪堺電氣軌道
■阪堺線
安立町（HN14）－我孫子道（HN15）－大和川（HN16）